# رولاند هوبر
رولاند هوبر هو راكب الكنو سويسري، ولد في 25 أبريل 1931.

## وصلات خارجية
- رولاند هوبر على موقع أوليمبيديا (الإنجليزية)